# Aterigena
Az Aterigena a pókszabásúak (Arachnida) osztályának a pókok (Araneae) rendjébe, ezen belül a főpókok (Araneomorphae) alrendjébe és a zugpókfélék (Agelenidae) családjába tartozó nem.

## Rendszertani besorolásuk
Az Aterigena nevű póknembe 2010-ben alkották. Ebbe a nembe olyan pókfajokat helyeztek be, melyeket a genetikai vizsgálatok után, kivontak a Tegenaria és a Malthonica nemekből.

## Rendszerezés
A nembe az alábbi 5 faj tartozik:
- Aterigena aculeata (Wang, 1992) – Kína
- Aterigena aliquoi (Brignoli, 1971) – Szicília
- Aterigena aspromontensis Bolzern, Hänggi & Burckhardt, 2010 – Olaszország
- Aterigena ligurica (Simon, 1916) – típusfaj; Franciaország, Olaszország
- Aterigena soriculata (Simon, 1873) – Korzika, Szardínia

### Fordítás
- Ez a szócikk részben vagy egészben  az   Aterigena című angol Wikipédia-szócikk ezen változatának fordításán alapul.  Az eredeti cikk szerkesztőit annak laptörténete sorolja fel. Ez a jelzés csupán a megfogalmazás eredetét és a szerzői jogokat jelzi, nem szolgál a cikkben szereplő információk forrásmegjelöléseként.